# Kershaw (South Carolina)
Kershaw is een plaats (town) in de Amerikaanse staat South Carolina, en valt bestuurlijk gezien onder Lancaster County.

## Demografie
Bij de volkstelling in 2000 werd het aantal inwoners vastgesteld op 1645.
In 2006 is het aantal inwoners door het United States Census Bureau geschat op 1637, een daling van 8 (-0,5%).

## Geografie
Volgens het United States Census Bureau beslaat de plaats een oppervlakte van
4,8 km², geheel bestaande uit land. Kershaw ligt op ongeveer 191 m boven zeeniveau.

## Plaatsen in de nabije omgeving
De onderstaande figuur toont nabijgelegen plaatsen in een straal van 28 km rond Kershaw.